# لیوینگ کالر
لیوینگ کالر (انگلیسی: Living Colour) گروه موسیقی راک آمریکایی است که سال ۱۹۸۴ در نیویورک شکل گرفت. سبک گروه تلفیق بدیعی از هوی متال، فانک، جاز، هیپ هاپ و راک آلترناتیو است. تم ترانه‌های گروه از مضامین شخصی تا مایه‌های سیاسی گسترده است.
از ترانه‌های مشهور لیوینگ کالر که جایزه گرمی بهترین اجرای هارد راک را در سال ۱۹۹۰ از آن خود کرد می‌توان «کیش شخصیت» را نام برد. این گروه در سال ۱۹۸۹ در مراسم جایزه موزیک ویدئوی ام‌تی‌وی عنوان «بهترین هنرمند جدید» را تصاحب کرد و یک بار دیگر نیز در سال ۱۹۹۵ برای آلبوم وقت تمام است (Time's Up) برندهٔ جایزهٔ گرمی شد.
گروه لیوینگ کالر سال ۱۹۹۵ ازهم‌پاشید اما اعضای گروه در اواخر سال ۲۰۰۰ دوباره بهم‌پیوستند.